# Alena Hiltscherová
Alena Hiltscherová, rozená Stolzová (* 6. listopadu 1937, Praha) je bývalá československá atletka - sprinterka a překážkářka.
V roce 1960 reprezentovala na letních olympijských hrách v Římě v běhu na 200 metrů, kde skončila ve třetím rozběhu na třetím, nepostupovém místě. Zúčastnila se rovněž rozběhu na trati 80 m př., i zde ji postup do semifinále jen těsně unikl.
V roce 1966 vybojovala na prvním ročníku evropských halových her v Dortmundu společně s Libuší Macounovou, Eva Kucmanovou a Eva Lehockou bronzovou medaili ve štafetě na 1 kolo. Ve stejném roce se zúčastnila také ME v atletice v Budapešti, ve třetím rozběhu závodu na 80 m překážek však obsadila časem 11,2 s 6. místo, což k postupu do semifinále nestačilo.
V letech 1954 – 1969 závodila za RH Praha. Dne 11. října 1959 zaběhla v Poznani jako první československá překážkářka trať 80 m př. pod 11 sekund (10,9 s). Je trojnásobnou mistryní republiky v běhu na 100 metrů (1958, 1960, 1963) a šestinásobnou mistryní republiky v běhu na 80 metrů překážek (1960 – 63, 1966, 1968). Celkově byla držitelkou 32 českých rekordů.